# Partido Conservador (Romênia, 1880–1918)
O Partido Conservador (em romeno: Partidul Conservador) foi, entre 1880 e 1918, um dos dois partidos mais importantes da Romênia, sendo o outro o Partido Liberal. Era o partido do governo e governou durante 14 anos, mais de um terço de sua existência.
Foi fundado em Bucareste, em 3 de fevereiro de 1880 - embora as doutrinas e vários grupos conservadores já existissem há algum tempo. Entre os precursores do partido estavam o grupo político "Juna Dreaptă" (novembro de 1868) e o jornal Timpul (fundado em março de 1876).
O partido contava com o apoio dos grandes latifundiários, da burguesia, bem como alguns intelectuais. Sua política econômica era de incentivo à indústria leve e artesanal, mas não se opunham a investimentos na indústria pesada.
A Revolta dos Camponeses Romenos de 1907 mostrou que algumas reformas eram necessárias nos cenários social e político romenos. Assim, em 1913, os conservadores tiveram que aceitar algumas mudanças, como o sufrágio universal promovido pelos liberais. Em 1917, ao invés de se oporem abertamente às alterações constitucionais exigidas pelos liberais, os conservadores passaram a criar obstáculos à ideia através de adaptações à constituições. No entanto, após a união da Romênia com a Transilvânia, eles jamais voltaram a desempenhar um papel de destaque.
No início do século XX, o partido sofreu várias dissidências. Em janeiro de 1908, Take Ionescu deixou-o para fundar o Partido Democrata Conservador (Partidul Conservator-Democrat, PCD). Em maio de 1915, Nicolae Filipescu liderou um grupo extra partidário favorável à entrada da Romênia na Primeira Guerra Mundial ao lado da Entente e, em outubro de 1916, os grupos de Filipescu e Ionescu se uniram para fundar o Partido Nacionalista Conservador (Partidul Conservator Naţionalist).
Em 1918-1919 o partido dividiu-se em Partido Conservador-Democrata (Partidul Conservator-Democrat que, em 1922, fundiu-se com o Partido Nacional) e o efêmero Partido Conservador-Progressita (Partidul Conservator-Progresist).